# 天池镇 (南江县)
天池乡，是中华人民共和国四川省巴中市南江县下辖的一个乡镇级行政单位。2019年12月，撤销双桂乡，将原双桂乡马桑庙社区、马桑村、双桂村、园坝村、红豆村所属行政区域划归天池镇管辖。

## 行政区划
天池乡下辖以下地区：
康家坪社区、红五社区、白顶村、石家院村、天河村、池塘村、栗园村、演禅寺村、罗圈村、百岁村、永安村、长青村、华锋村和二郎村。